# ヴィクトール・モテ
ヴィクトール・モテ（Victor Mottez、1809年2月13日 - 1897年 6月7日）はフランスの画家である。

## 略歴
ノール県のリールで生まれた。父親は独学のアマチュア画家で、息子の才能を認めて、パリに送って美術を学ばせたが、資金不足ですぐに帰郷しなければならなかった。父親の友人で、ジャック＝ルイ・ダヴィッドの弟子だったリールの画家、リエナール(Édouard Liénard)に学んだ後、1828年頃、再びパリに出てエコール・デ・ボザールでフランソワ＝エドゥアール・ピコに学び、ドミニク・アングルの弟子になった。
1830年にフランス7月革命でシャルル10世が退位したことは、ブルボン家の信奉者であった家族に動揺を与え、再びリールに呼び戻された。
その後結婚し、国外を旅するようになった。特にローマに長く滞在した。ローマでは再びアングルの指導を受けた。ローマでフレスコ画の技術に習熟した。
1838年にフランスに戻り、パリに住んだ。展覧会に出展しながら、フレスコ画に取り組み宗教的な主題の作品を描いた。14世紀のフィレンツェの画家、チェンニー・チェンニーニの著書、”Il Libro dell'Arte”（『画技の書』または『絵画術の書』）の翻訳をした。1840年代からいくつかの教会のフレスコ画を製作するとともに、肖像画家として働いた。

## 作品

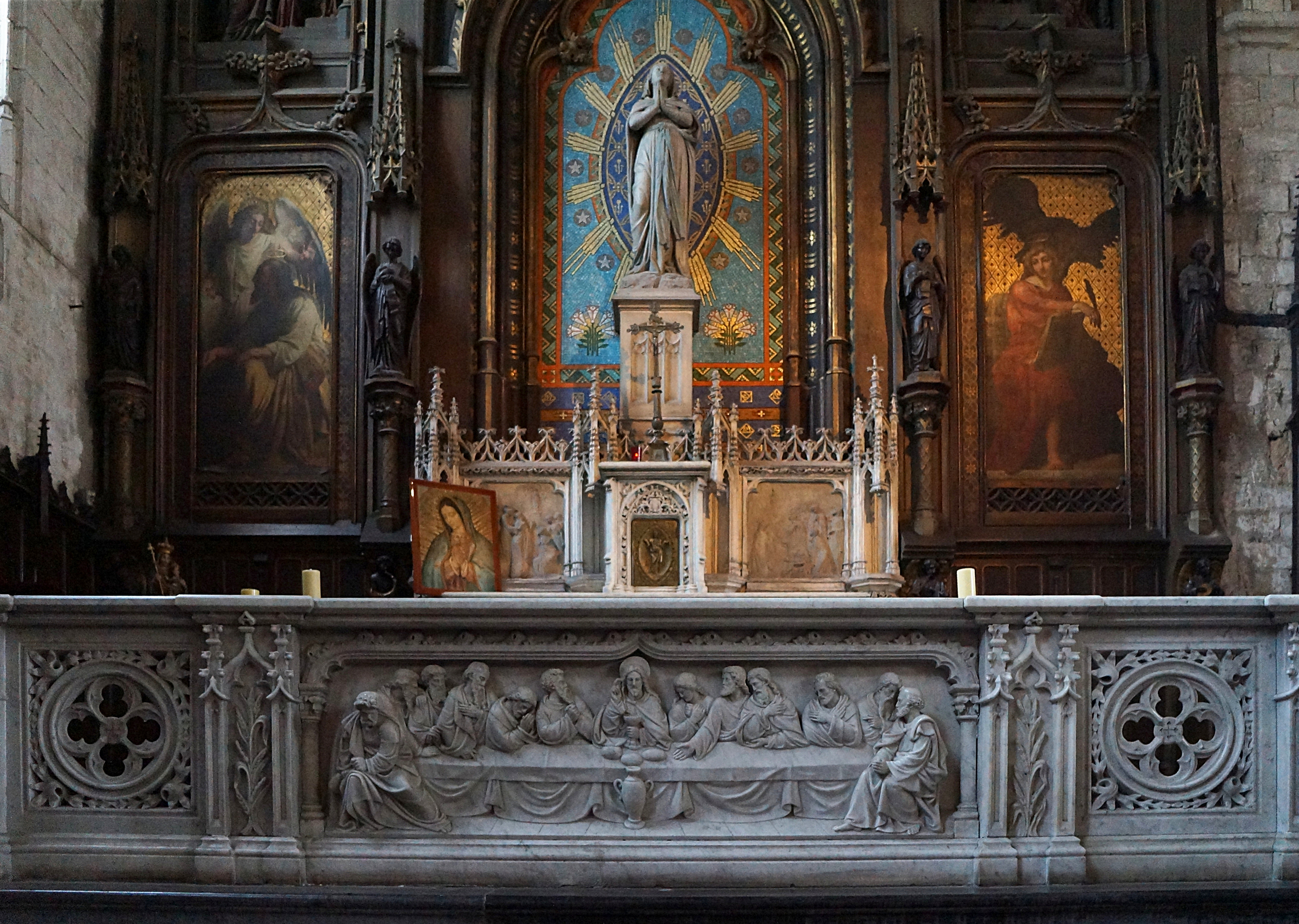
リールの聖堂にあるモテの装飾画
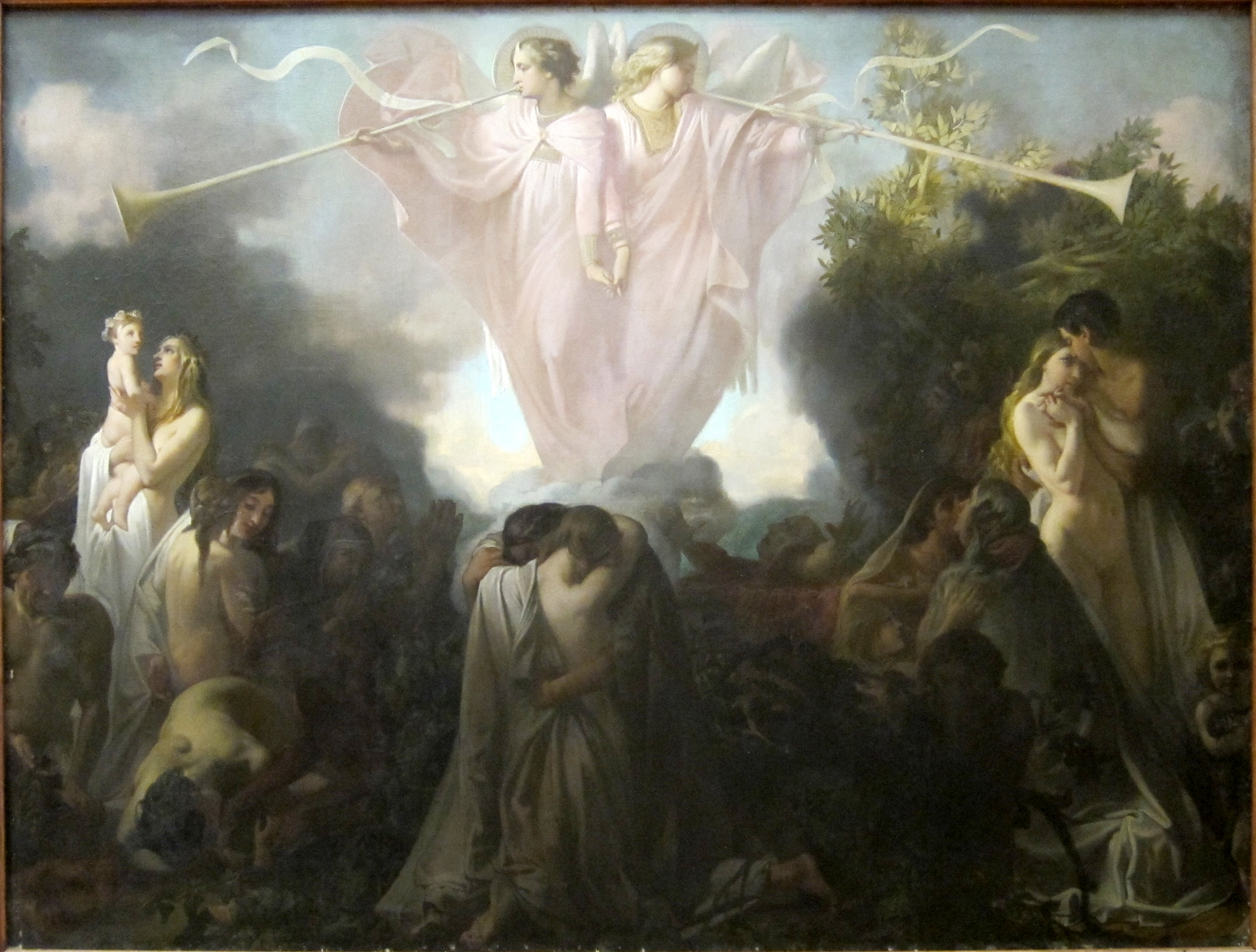
La résurrection des morts
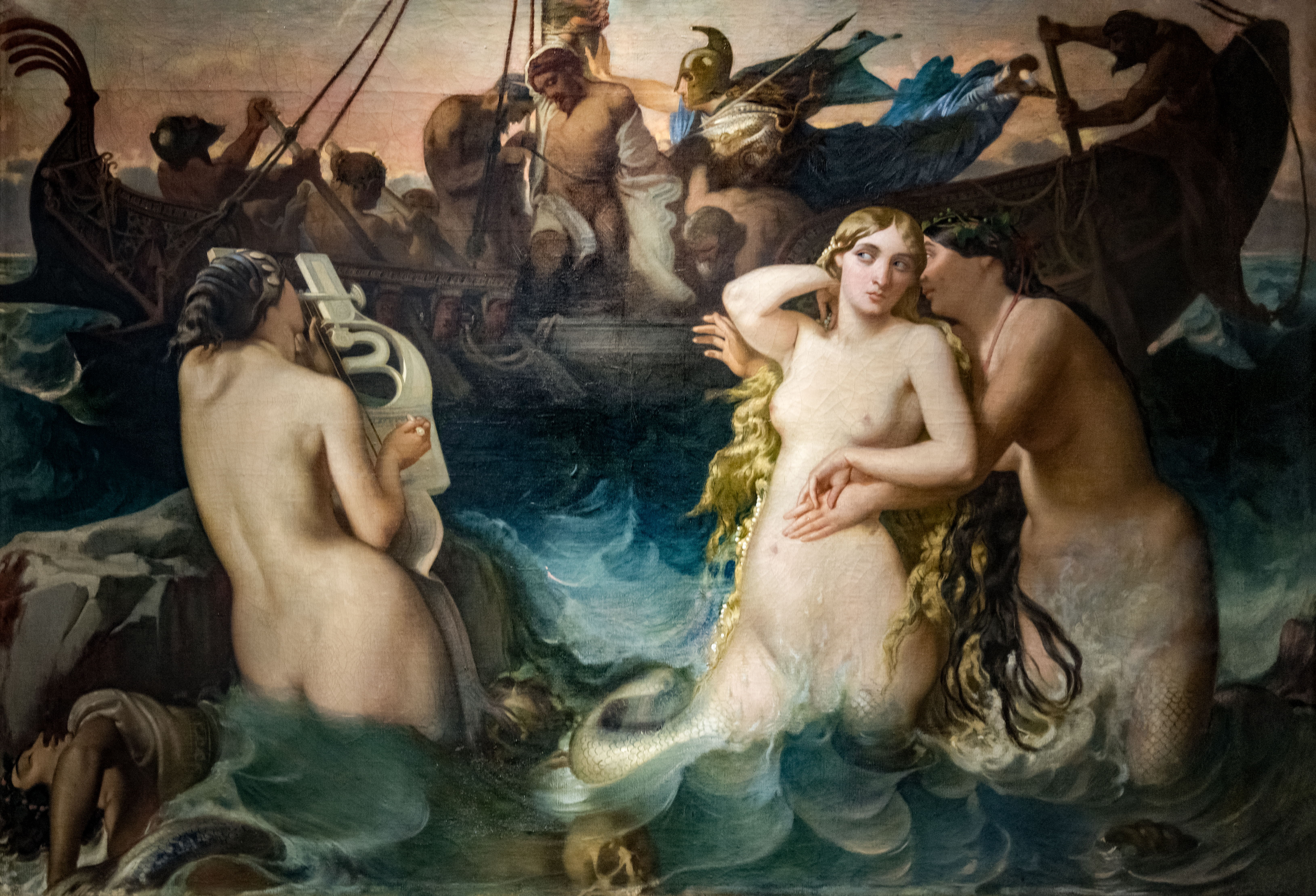
Ulysse et les sirènes

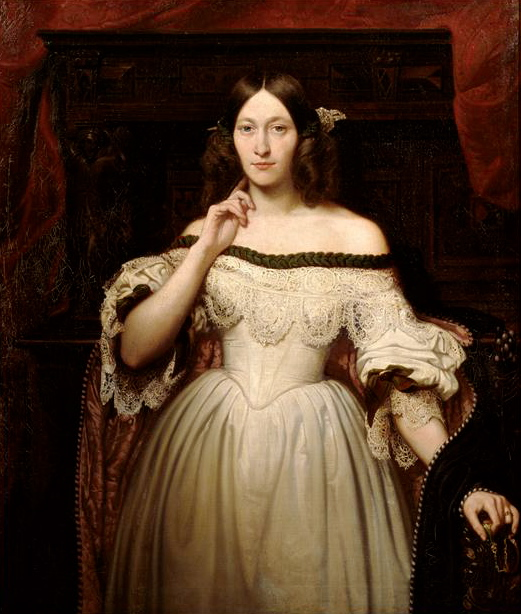
妻の肖像
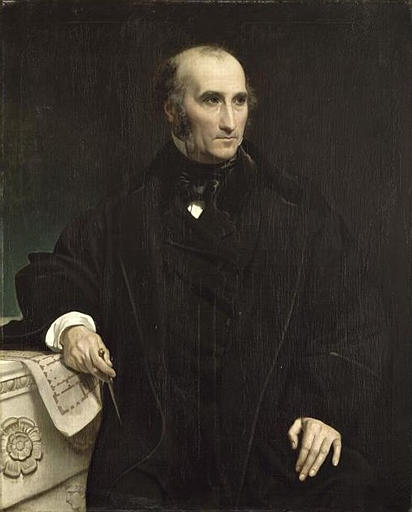
Charles Benvignat-建築家
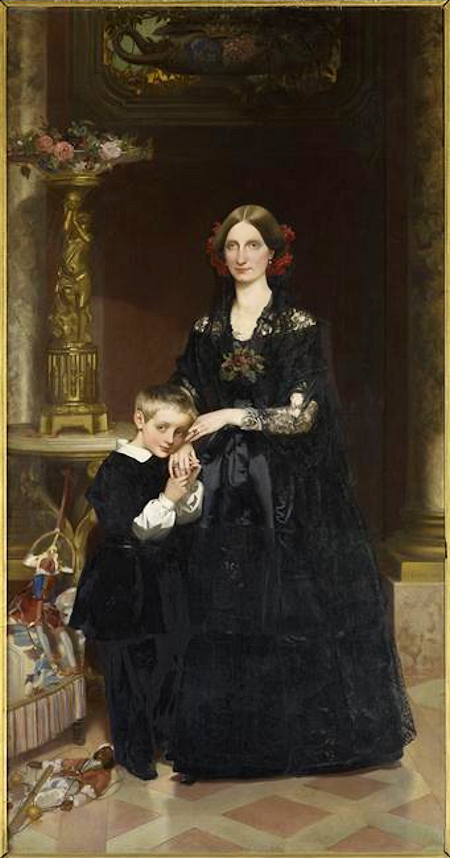
Maria Carolina with her son Louis
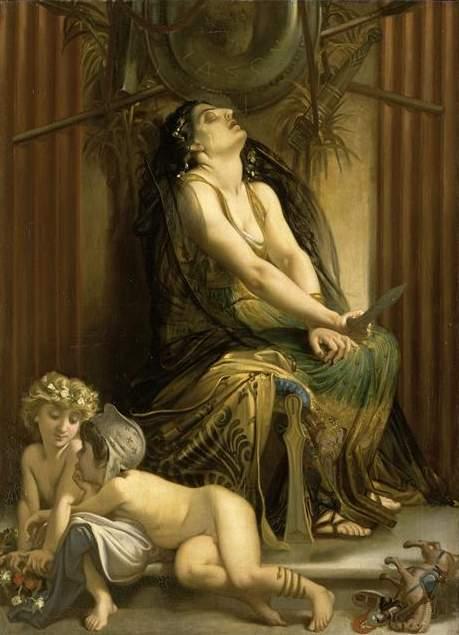
メーデイア